# Acetylcholinový receptor

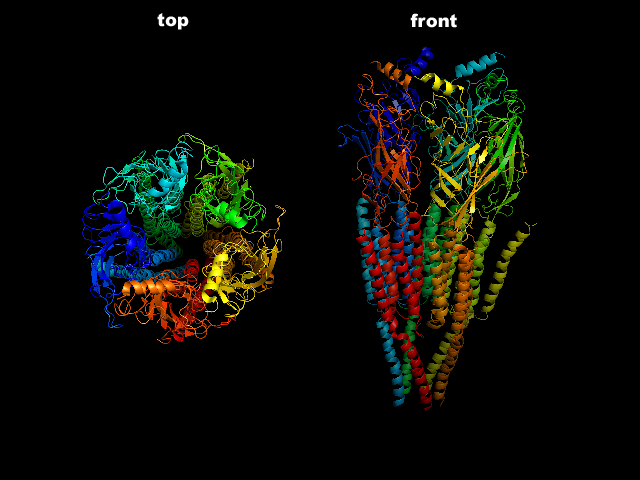
Nikotinový acetylcholinový receptor není nic jiného než ligandem řízený iontový kanál

Acetylcholinový receptor (AChR, také cholinoreceptor nebo cholinergní receptor) je sběrný termín označující jakýkoliv receptor na postsynaptické membráně nervových buněk, na nějž se váže acetylcholin. Existují v podstatě dva nezávislé druhy acetylcholinových receptorů, které spolu z biochemického hlediska nemají mnoho společného:
- muskarinový acetylcholinový receptor – jsou to receptory spřažené s G-proteinem, dokáže je vybudit alkaloid muskarin a nikoliv nikotin
- nikotinový acetylcholinový receptor – jsou to ligandem řízené iontové kanály, dokáže je vybudit alkaloid nikotin a nikoliv muskarin

Je zajímavé, že muskarinní acetylcholinové receptory typu M3R byly odhaleny i na některých buňkách karcinomu tlustého střeva. Jsou dávány do souvislosti právě s nadměrným množením buněk tlustého střeva, a tedy se vznikem rakovinného bujení. Navíc se na tyto receptory nemusí vázat jen acetylcholin, ale i některé zplodiny metabolismu střevních bakterií, např. kyselinou lithotomovou. To je důvod, proč je chronická zácpa rizikovým faktorem pro vznik tohoto typu karcinomu.